# Dezső Kosztolányi
 (avril 2015).
Dans le nom hongrois Kosztolányi Dezső, le nom de famille précède le prénom, mais cet article utilise l’ordre habituel en français Dezső Kosztolányi, où le prénom précède le nom.
Pour les articles homonymes, voir Kosztolányi.
Dezső Kosztolányi ([ˈdɛʒøː], [ˈkostolaːɲi]), né le 29 mars 1885 à Szabadka (actuelle Subotica) et mort le 3 novembre 1936 à Budapest, est un poète, écrivain, journaliste, critique littéraire, essayiste et traducteur hongrois.
Il est connu pour sa poésie, ses nouvelles et ses romans dont la principale qualité est sans doute un mélange indissociable d'ironie et de tendresse, d'humour et de mélancolie.

## Biographie
Il est né le 29 mars 1885 à Szabadka (en serbe Subotica, actuellement la ville fait partie de la Serbie). Son père est professeur de mathématiques et son grand-père était officier dans l'armée révolutionnaire de 1848.
En 1901, il publie son premier poème dans Le Journal de Budapest. Il entame ses études secondaires à Szeged, mais il est renvoyé pour indiscipline. Il passe le baccalauréat en candidat libre.
En 1903, il s'inscrit à la Faculté des Lettres de l'Université de Budapest et commence les études de philologie hongroise et allemande. C'est en participant aux cours de stylistique du professeur László Négyessy qu'il connaît Mihály Babits et Gyula Juhász. Ils entament une correspondance active.
En 1904, il s'inscrit à l'Université de Vienne et suit les cours de philosophie (Hegel) et de littérature (Grillparzer, Schiller). Il rentre au pays en 1905, mais interrompt ses études pour devenir journaliste. Ses articles sont publiés dans le journal Szeged et ses environs et dans Les Nouvelles de Bácska. En 1906, Le Journal de Budapest lui propose de se joindre à la rédaction pour remplacer Endre Ady qui est correspondant du journal à Paris. Ses poèmes, traductions et critiques sont régulièrement publiés dans La Semaine (Hét).
En 1908, il devient l'un des principaux rédacteurs de la prestigieuse revue Nyugat (Occident) après l'avoir fondée.
En 1913, il épouse l'actrice Ilona Harmos qui publie des nouvelles dans la revue Nyugat sous le pseudonyme Ilona Görög. Leur fils Ádám est né en 1915. Il est attiré par la littérature. Ses œuvres sont publiés dans les revues. Il compte parmi les amis de Frigyes Karinthy, qui le cite dans certains de ses écrits, dont la nouvelle Je suis témoin.
En 1918, Kosztolányi se joint aux écrivains et artistes qui saluent et soutiennent la République des conseils de Hongrie (dite Commune) (on lui propose de participer à la traduction du Capital). Après la chute de la Commune en 1919 il est chroniqueur de la colonne « Pardon » du journal La Nouvelle Génération (Új nemzedék). Il critique la République déchue et ses dirigeants par une plume au vitriol et devient la cible de vives attaques de tous les milieux de la droite et de la gauche. Parmi les articles anonymes du « Pardon » il est difficile d'identifier les articles de Kosztolányi. Plusieurs journalistes participent à la rédaction.
En 1921, il collabore au quotidien libéral Le Quotidien de Budapest (Pesti Hirlap) où il publiera, jusqu'à sa mort, chroniques, petits essais, articles et comptes rendus.
Entre 1922 et 1926, paraissent quatre romans : Néron, le poète sanglant — que préfacera Thomas Mann —, Alouette, Le Cerf-volant d'or et Anna la douce, qui accroissent sa renommée puisqu'ils sont traduits  et publiés dans de nombreux pays. Travailleur infatigable, il collabore à la plupart des journaux nationaux, traduit les œuvres des grands poètes et romanciers étrangers, prend la présidence du PEN club hongrois en 1930.
En 1931, il rend visite à Thomas Mann qu'il connaît depuis 1910. Sous la pression des conservateurs, il démissionne du PEN club hongrois. 1933 correspond simultanément à la parution de son recueil de nouvelles le plus célèbre, Le Traducteur cleptomane.
Les symptômes précoces de sa maladie (cancer) se manifestent en 1933. Il subit plusieurs interventions chirurgicales. Il se soumet au traitement au radium à Stockholm. En 1935, il séjourne à Visegrád dans la Maison de repos et de convalescence réservée aux journalistes et il s'éprend d'une jeune femme mariée, Mária Radákovich. Les poèmes Une prière courte et Dévotion en septembre sont inspirés par cet amour tardif. À la suite d'une laryngectomie, il perd la voix en août 1936. Il écrit sur les feuilles de papier pour pouvoir communiquer avec son entourage. Il meurt à l'hôpital Saint-Jean à Budapest, le 3 novembre 1936. Le Nyugat lui rend hommage dans le numéro spécial de décembre où Babits réhabilite son ami de jeunesse.

## Style
Si les lecteurs de la revue Nyugat (Occident) vouent un culte à Endre Ady et entourent Mihály Babits d'un respect profond, c'est Kosztolányi qu'ils aiment. Il est sincère et aimable. On a l'impression que ses vers et ses proses nous dévoilent les secrets les plus intimes de son univers.
Son style d'écriture est clair, contenu et plein de vigueur. Ses nouvelles et ses articles nous font croire encore aujourd'hui que c'est l'écrivain qui s'adresse aux lecteurs. La majorité de ses poèmes nous éblouit. Le rythme, les mots mélodieux, les images pittoresques plein de sentiments nous enchantent.
Vivre encore longtemps et savourer les moments bouillonnants.
Errer librement à travers les ténèbres nocturnes.
Arrête-toi horloge, je te déchire, calendrier.
Tu es le témoin de mon passé.
Le grenier vermoulu bourré de vieux soucis pourris.
Que les drapeaux de ma jeunesse flottent et
Montent doucement vers le ciel solennel.

## Poésie lyrique
Son premier recueil Entre quatre murs sort en 1907. Le titre symbolique fait allusion au sentiment d'enfermement, à la monotonie de l'existence lorsqu'on ne se sent bien nulle part et le temps semble s'être arrêté. L'image conventionnelle du Grand Alföld, l'éloge des grandes villes et de Budapest révèle l'éclectisme thématique. À l'arrière-fond de ses poèmes se cache de façon assez scolastique la philosophie d'Arthur Schopenhauer et de Friedrich Nietzsche. Adieu aux arbres de l'Üllői út (1906) a connu le plus de succès et on le récite encore aujourd'hui. Ce triste adieu à la jeunesse est devenu une chanson, une belle pièce du genre musical si prisé à la fin du siècle.
Le recueil est favorablement accueilli par la critique. Ady est le seul à émettre des critiques négatives à son égard. Ady lui reproche d'être un « écrivain littéraire » qui, au lieu de parler de la vie réelle traite des sujets littéraires en forme de vers. Kosztolányi publiera neuf articles sur l'œuvre d'Ady. Le dernier aura le plus grand effet. La revue La Plume demande aux écrivains de se prononcer sur l'œuvre d'Ady. Kosztolányi répond par l'article La Trahison des illettrés - une opinion particulière. Le culte voué à Ady redouble après la signature du traité de Trianon en 1920 et son œuvre fait désormais partie de la littérature hongroise. C'est à ce moment-là que Kosztolányi publie son article mi-pamphlet, mi-essai. Il pense que la poésie d'Ady est décadente et que la conception de la vie qu'il représente le relègue au XIXe siècle (le messianisme, le message politique de son œuvre). D'autre part il lui reproche que sa poésie d'amour est profondément conventionnelle, dépourvue de toute modernité. Kosztolányi n'hésite pas à lui nier sa qualité de néologue génial. Cette créativité selon lui cache le fait qu'il ne maîtrise pas la langue hongroise. Il souligne que le culte voué à Ady et le fait que son œuvre est haussée au rang de norme suprême de l'art entrave le développement de la poésie lyrique hongroise.
Les Plaintes du pauvre petit enfant (1910) est le recueil le plus lu et le plus populaire de la première génération de Nyugat et de la poésie lyrique hongroise du XXe siècle. La première édition comprend 32 poèmes, celle de 1923 en compte 63. L'interprétation psychologique de la vie de Kosztolányi nous convainc qu'il reproduit les évènements de son enfance. C'est avec une remarquable authenticité psychologique qu'il nous révèle les manifestations de l'esprit de l'enfant, voire son subconscient. C'est en se mettant dans la peau d'un enfant qu'il compose ses poèmes. Selon l'interprétation de István Margócsy le poète aspire à l'impartialité où l'enfant fait l'objet de la poésie. L'enfant devient l'extériorisation de l'univers actuel. L'enfant n'est pas le point de départ du développement de l'individu mais le résultat final. Cet univers symbolisé par l'enfant connaît la notion de vivre hors du temps, le recommencement éternel, l'émerveillement innocent, l'aspiration à l'intégralité indéfinie. L'enfant est un vieux sujet de la littérature, il symbolise l'état de la plénitude. La première édition du recueil témoigne encore du lyrisme impressionniste reflétant la diversité du monde et l'unité des contraires. Dans le complément d'édition de 1923 l'expressionnisme lyrique apparaît (La Mort ensanglantée du vilain crapaud, Le Tournesol fou).
Le prochain recueil de poèmes à succès se fera attendre assez longtemps.
Des poèmes remarquables comme Je peins  avec de l'or sur un fond doré, Chant pour Benedek Virág, Veux-tu jouer ? sont publiés dans les recueils Mágia (1912) et Mák (1916).
Le Chant joyeux et triste (1917) est le poème introducteur du recueil intitulé Le Pain et le Vin (1920). Il met en parallèle l'adolescence et l'âge adulte. L'intégration de l'individu à la société met fin aux rêves de la jeunesse. L'illumination dans la mise en scène poétique survient en pleine nuit où le soi émotionnel se détache du monde terrestre et ressent le besoin de s'interroger sur des sujets métaphysiques.
Le recueil Les Plaintes d'un homme triste (1924) est accueilli moins favorablement que Les Plaintes du pauvre petit enfant. Le tome rassemble les poèmes qui dressent un bilan critique de la production poétique et les vers qui annoncent sa poésie lyrique tardive. Le poète fait allusion parfois à mots couverts à la détresse humaine, au sentiment d'être menacé, à la fraternité, à la solidarité sociétale, à la problématique de la mort, au contraste qui existe entre le haut et le bas, entre la sphère terrestre et la sphère métaphysique.
Le poème Je me sens opprimé par la bureaucratie (1921) parle de l'aliénation sociale et de la bureaucratie impersonnelle en particulier qui caractérise le XXe siècle. Le travail administratif est perçu comme imposant et étouffant parce que l'homme qui est unique et singulier est transformé en chiffres et en lettres. (Je veux de l'air de Attila József a été incité par ce poème).
Moi, j'aime ces gens tristes de Pest parle de la solidarité sociétale de façon assez sentimentale. L'image fortement stylisée des quartiers pauvres pousse Attila József de raconter la réalité, la vie impitoyable des périphéries de la capitale.
Le poème J'ai trente-deux ans (1917) fait apparaître le trait caractéristique de son univers. Le message se distingue fondamentalement de celui du Chant joyeux et triste. Il est inutile de chercher le bonheur et la raison de vivre dans les sphères métaphysiques. La joie et la sérénité se cachent dans les instants indiscernables du présent, dans la péripétie quotidienne.
Le recueil Conscience dénudée (1928) est plutôt considéré comme un renouvellement poétique. Kosztolányi fait recours au vers libre et renonce à la rime qui est le moyen de structuration le plus spécifique du texte poétique. La forme devient plus pure, le langage poétique s'approche du langage quotidien. Le portrait devient le genre déterminant. Le trait marquant de son univers est désormais la compassion.
Le poème Emballe tout (1928) tente de faire un inventaire quoique imprécis tout en soulignant l'importance de la compassion « schopenhauerienne » envers la vie.
Le poème intitulé L'Étendard (1925) soulève un problème sémiotique. Le poète traite de la relation entre les signes et leurs significations. Selon ce message symbolique l'homme doit se métamorphoser de signe en signification.
La Voix de la nature (1930) est suivi du recueil intitulé Bilan (1935). Ce joyau de la poésie lyrique hongroise est considéré comme une synthèse des moyens poétiques. Kosztolányi reste fidèle à la poésie ludique lorsqu'il reprend les jeux de rimes tout en gardant la spontanéité du langage quotidien. Les poèmes sont bien ciselés, le style devient moins soutenu, le langage de tous les jours fait partie de la création poétique. Le poète donne priorité à la problématique de la mort et de la souffrance, à la nécessité de faire l'inventaire de sa vie, à la lutte contre le vide, à la protection de l'individu et de la personnalité.
Le cycle de sonnet intitulé Bilan (1930) (le titre est identique avec celui du recueil) met l'accent sur l'identification et la définition de l'ego. En pleine  crise de personnalité l'homme moyen est rongé par toutes sortes de doutes. Il est inévitable de se poser des questions, de faire l'inventaire de sa vie. La problématique du bonheur et du malheur, le dilemme entre l'intégration à la société et l'isolement figurent parmi les thèmes centraux du poème. Kosztolányi associe le bonheur à la résignation à la vie prosaïque, au manque de liberté et de fraternité, à l'existence inconsciente et futile. Le malheur est identifié avec l'isolement, la désolidarisation, la compassion, le rejet du monde autour de soi. Ce rejet ne se fait pas au nom d'une idéologie quelconque (« j'ai horreur des révolutionnaires ») mais à travers la prise de conscience du malheur commun basée sur la solidarité et la compassion. Le poème est une polémique parmi d'autres. Cette fois Babits est visé d'un coup détourné. Le dernier sonnet parle « un petit lâche aux mines sournoises » dont l'horizon est délimité par « le grillage du jardin, le poulailler et l'entrée de cave ». Il fait allusion au Poème d'à côté de la basse-cour.
Le Poète du XXe siècle (1931) est le poème le plus controversé de la première moitié du siècle. Presque tous les poètes contemporains hongrois se mêlent à la polémique qui incite Attila József à écrire son Ars poética. Kosztolányi proclame d'un ton retentissant et arrogant l'individualisme qui ne reconnaît pas d'autre valeur que l'homme lui-même. Ce ton arrogant est pourtant porteur d'un sens plus profond. Le poète fait allusion au personnalisme et non à l'individualisme. L'homme est ouvert au monde, il est à l'écoute de ses semblables. Chaque individu est précieux parce qu'il est unique et différent des autres. En mettant l'accent particulier sur l'ego Kosztolányi proteste contre le culte de l'homme de masse de son époque. Si l'homme perd sa personnalité il risque de tomber en proie aux idéologies ou à la culture de masse. Le message politique de ce poème est que le stalinisme et le nazisme dépouillent l'homme d'abord de sa personnalité puis ils l'anéantissent.
Les poèmes Trois satires - Le révolutionnaire nous suggère de ne pas suivre des idées abstraites mais de réagir aux défis du quotidien qui est multicolore et en changement constant. La masse humaine n'existe pas pour Kosztolányi. Il y a des individus particuliers, les Pierre et les Paul. Les idéologies partiales sont dangereuses parce qu'elles font naître le totalitarisme.
Le Chant de Kornél Esti (1933) nous renvoie au personnage principal de Kornél Esti, le double de Kosztolányi. Le relativisme trop accentué dissimule le message essentiel à savoir l'importance et la responsabilité du choix personnel, voire la liberté de décision. Chacun de nous a le droit de se communiquer avec le monde et avoir son jugement personnel. La métaphore du plongeur est une nouvelle polémique entre Kosztolányi et Babits au sujet de l'ambiguïté et de la diversité. Les phénomènes du monde autour de nous ne se manifestent pas d'une façon ambivalente. Ils sont porteurs de sens variés et nous offrent une multitude de possibilités d'interprétation. Kosztolányi fait preuve de scepticisme voire d'agnosticisme envers les idéologies partiales qui conduisent à la simplification inévitable de l'univers qui est si complexe.
Le titre L'Ivresse à l'aube (1933) fait allusion à l'ébriété, à l'état de l'esprit altéré qui est une source d'inspiration depuis l'aube de l'humanité. Deux mondes sont mis en parallèle : le là-haut et le ici-bas, la vie transcendantale et la vie terrestre. Dans un contexte différent il s'agit des jours ordinaires et des jours de fête, des notions de limitation et de l'infini. Cette mise en parallèle dans la philosophie de Kosztolányi ne signifie pas une négation réciproque. Il salue les deux mondes de l'univers.
Je sais tu vois, que j'ai perdu toute ma foi.
Il est bien clair que je dois quitter cette terre.
Sur les cordes tendues de mon cœur qui éclate
Je jouais des chants de louange à la gloire de celui
Qui se cache devant nous, humains.
Je jouais des chants de louange à la gloire de celui
Que je cherchais ici-bas et au-delà mais sans espoir.
Mais à présent que la vieillesse me prend,
J'ai l'impression mon ami, qu'un grand Seigneur
M'a vraiment invité sur cette terre,
Où je trébuchais parmi tant âmes dans la poussière.
Le Discours funèbre (1932) fait allusion au texte le plus ancien hongrois intitulé Oraison funèbre et invocation. L'analogie du sujet indique que la littérature traite des thèmes de l'importance majeure et que Kosztolányi est très attaché à la langue hongroise. Le poème se termine par une locution empruntée aux comptes populaires qui permet la pérennisation et la généralisation. Le leitmotiv est le suivant : « L'homme est ainsi. L'homme est une espèce singulière ». Kosztolányi en fournit les preuves morales, philosophiques et scientifiques. La plus haute valeur de l'homme réside dans sa singularité unique parce que la mort le rend irremplaçable. De son lyrisme tardif se dégage une familiarité qui est accentuée par une capacité de communication extraordinaire. Nous humains, nous partageons le même sort et chacun de nous doit assumer son destin. La souffrance enrichit la personnalité et la rend plus parfaite (Le Forgeron féroce, 1930).
Le poème Chant sur le Néant (1933) est porteur d'un message singulier. La vie n'est autre chose qu'un intervalle entre la phase précédente et la phase ultérieure du Néant. L'état naturel de l'homme est de flotter dans le vide. Cette « inexistence » est perturbée par la vie terrestre qui est courte et peu confortable. Il est inutile d'interroger les morts car « le silence est leur réponse ». Bien que nous soyons soulagés par cette réponse paradoxale, l'homme doit faire face seul à la vie, aux souffrances et à la mort.

## Romans
Son premier grand récit épique Néron, le poète sanglant (1922) reprend certaines parties des textes originaux de Suétone et de Tacite. Le roman est préfacé par l'écrivain allemand Thomas Mann.

### Lettre-préface de Thomas Mann
"Cher Kosztolányi, 
J'ai été fortement ému par le manuscrit de cette histoire d'empereur et d'artiste. Vous avez rempli voire dépassé les attentes suscitées par votre talent raffiné et puissant depuis l'apparition du récit Die magische Laterne. Votre ascension littéraire ne peut guère surprendre ceux qui ont pris plaisir à lire vos toutes premières œuvres. Et je considère votre Néron surprenant, tout en ajoutant que lorsque j'emploie ce mot à l'égard d'une œuvre d'art il signifie un éloge puissant de ma part. Cette œuvre est plus qu'un simple produit de la littérature hongroise ou européenne, voire de la culture universelle. Il porte l'empreinte de l'audace personnelle, il jaillit de la solitude assumée avec courage. Il nous touche au cœur par sa grande originalité, par son puissant humanisme qui nous fait mal parce qu'il est tellement véridique. Voici l'essence de la poésie et l'effet qu'elle produit. Le reste n'est que de la pédanterie académique même si elle se veut révolutionnaire.
C'est avec votre tranquillité habituelle que vous nous présentez une histoire dégagée, emportée, en quelque sorte imprévue qui reflète la vie et les coutumes de l'époque. Elle ne cherche pas des effets théâtraux et n'évoque pas des fouilles archéologiques parce que les costumes sont naturels et se portent sans gêne. Comme je vous dis, vous avez habillé des humains qui sont des personnages historiques. Ils dégagent une familiarité puisée à l'extrême profondeur de l'âme humaine. Dans cette histoire qui raconte le cuisant dilettantisme vous étalez avec malice et d'une manière pudiquement orgueilleuse tout ce que vous savez de l'art et de la vie d'artiste. Vous fouillez l'abîme, vous dépistez les phénomènes mélancoliques, épouvantables et grotesques de la vie humaine. L'ironie et la conscience de l'âme ne font qu'une seule chose. Elles constituent la force nourricière de la poésie. Néron est souvent cruel, turbulent et magnifique dans la torpeur désespérée. Mais je place Sénèque le Jeune au-dessus de lui. Il est un véritable philosophe, un grand homme de lettres. Peu de choses m'ont tellement bouleversé dans les arts et pendant ma vie que les dernières heures de Sénèque. La scène où Sénèque et l'empereur lisent leurs poèmes et disent des mensonges l'un à l'autre est également magnifique. Mais il est évidemment difficile de la comparer à l'autre scène qui porte l'empreinte d'une profonde mélancolie et qui est ma scène préférée. Néron dans une colère grandissante, exaspéré, tourmenté et blessé au vif essaie vainement gagner la confiance confraternelle de Britannicus qui est poète, le favori des Muses et qui possède le Secret. Dans son égoïsme tranquille et étrange qui est propre aux artistes Britannicus repousse l'empereur avec indifférence dont l'impuissance se manifeste par la violence et le conduira au dépérissement. Oui, c'est excellent, magnifique, magistral! Et plusieurs scènes témoignent de cette familiarité particulière avec la société romaine. Les images, les scènes ce que vous faites surgir d'un geste simple et détendu de la vie de cette ville antique expriment des critiques sociales tout à fait remarquables.
C'est un plaisir pour moi cher Kosztolányi de pouvoir vous saluer devant tout le monde et de vous féliciter de cette belle œuvre. Vous rétablissez le prestige des Hongrois et celui de la littérature hongroise dont les représentants illustres étaient Sándor Petőfi et János Arany, Endre Ady et Zsigmond Móricz. Votre nom sera énuméré parmi ceux qui participent activement à la vie spirituelle et culturelle de l'Europe d'aujourd'hui.
Sincèrement vôtre, 

THOMAS  MANN" 
L'Alouette (1924) raconte l'histoire tragique et bouleversante d'une famille qui vit dans une petite ville de province. La laideur de leur fille pousse les parents à changer de mode de vie. L'acteur principal du roman Le cerf-volant d'or est le professeur Antal Novák qui élève sa fille seul. Le professeur est convaincu que le monde est régi par les lois claires et évidentes des sciences naturelles. Cette confiance aveugle provoque l'échec parental et professionnel.

### Kornél Esti: roman ou nouvelles?

#### Un mélange des genres
L'histoire de Kornél Esti en 18 épisodes est publiée en 1933. Il s'agit probablement de l'oeuvre de Kosztolányi la plus connue en France, notamment grâce au recueil Le Traducteur cleptomane publié chez Alinéa en 1985 puis chez Viviane Hamy en 1994. Néanmoins l'auteur n'a jamais considéré son oeuvre comme un recueil de nouvelles ;  Jean-Yves Masson le précise bien dans son étude « De la traduction comme larcin : profondeur et fécondité d'un canular de Deszö Kosztolányi dans Le traducteur cleptomane» publiée dans l'ouvrage De la pensée aux langages : mélanges offerts à Jean-René Ladmiral. Il écrit ainsi :
Kosztolányi n'a, en tout cas, jamais publié de livre intitulé Le traducteur cleptomane, ni même écrit la moindre nouvelle portant ce titre ! Le volume paru en traduction française en 1985 est le résultat d'une manipulation éditoriale astucieuse, mais fort contestable, qui consiste à "façonner" un recueil de onze nouvelles dotées de titres appropriés, à partir d'extraits de deux ouvrages de Kosztolányi intitulés respectivement Kornél Esti (en hongrois, où le nom de famille vient en premier et le prénom en second : Esti Kornél) et Les aventures de Kornél Esti.
Si les différents chapitres de Kornél Esti peuvent se lire indépendamment les un-s des autres, il existe néanmoins un fil conducteur qui les relie tous : le héros éponyme déclenche toutes les aventures. Nous pouvons d'ailleurs constater une structure avec un chapitre introductif où l'auteur présente le héros Kornél Esti ainsi qu'un chapitre qui clot l'ouvrage. Il devient donc difficile de se prononcer sur la nature de Kornél Esti : est-ce un roman ou un recueil de nouvelles ? La réponse se situe entre les deux ; nous retrouvons vraisemblablement une structure romanesque avec un héros qui dirige toutes les aventures, de plus, les chapitres possèdent tous un titre qui résume ou précise le contenu du chapitre en question, un clin d’œil probablement aux romans de Rabelais. Mais les chapitres qui peuvent se lire indépendamment les uns des autres et l'absence de trame narrative du début jusqu'à la fin nous pousseraient à croire qu'il s'agit d'un recueil de nouvelles. Nous pouvons supposer qu'il s'agit probablement d'une volonté de l'auteur de jongler avec les genres littéraires et de questionner la nature même du roman qui est un objet polymorphe qui finalement emprunte à plusieurs genres. Le chapitre introductif est d'ailleurs un clin d’œil au genre épique. En effet, la première phrase du roman est : « J'avais dépassé le milieu de ma vie quand, par un venteux jour de printemps, je me souvins de Kornél Esti. » Cette introduction ne manque pas de rappeler L'Enfer de Dante où le narrateur commence également son récit en précisant qu'il en est à la moitié de son existence. De même, le narrateur de Kornél Esti se fait guider par le héros éponyme pareillement que le narrateur de L'Enfer se fait guider par Virgile. Ainsi Kornél Esti s'apparenterait à une épopée des temps modernes où la moindre banalité du quotidien devient prétexte à un récit extraordinaire. Dans le chapitre VI par exemple, Kornél Esti en manque d'argent demande cinq pengös au narrateur, puis raconte comment un jour, il reçut en héritage une énorme somme d'argent d'une tante éloignée, héritage dont il voulait se séparer car un poète ne peut être riche. Kornél Esti invente toute une histoire pour expliquer les stratagèmes qu'il mit en place pour se débarrasser de son argent. Encore, dans le dernier chapitre, Kornél Esti transforme un trajet de tramway en une bataille homérique où il lutte pour pouvoir tenir debout. Le registre épique montre la condition de l'homme moderne qui lutte dans une société pour survivre financièrement et socialement.

Kornél Esti en échappant à une définition générique s'abreuve de la culture littéraire européenne et fonctionne comme un roman qui fait appel à différents genres. En ce sens, le chapitre IV est un pastiche de la littérature utopique et de l’œuvre de Jonathan Swift : Kornél Esti emmène le narrateur faire un tour dans "la ville des honnêtes gens" où personne ne ment : les vendeurs y avouent que leurs produits sont mauvais, les politiciens admettent ne pas appliquer leurs programmes... Puis Kornél Esti pointe les vertus d'un tel système au narrateur étonné :
Ici chacun sait que lui-même - et aussi son prochain - est honnête, sincère, modeste, et a plus tendance à se diminuer qu'à se gonfler, à baisser ses prix qu'à les augmenter. Si bien que les gens d'ici ne prennent pas pour argent comptant ce qu'ils entendent ou lisent, contrairement à vous.
Cette ville fonctionne comme une utopie avec un système idéal où tout le monde semble vivre en parfaite harmonie. Il y a bien évidemment une satire où l'utopie sert de miroir pour dénoncer les travers de la société, et comme chez Swift (et dans la littérature utopique de manière générale) un recul critique et un comique abondant qui montrent une société moins idéale qu'elle ne parait. Ainsi, les habitants à la fin, tels des Houyhnhhms, refusent que le narrateur demeure dans leur société.

#### Thématiques abordées
Le premier chapitre s'appuie sur le phénomène du dédoublement de la personnalité qui avait beaucoup d'adeptes au tournant du siècle dernier. Dans la variante vulgarisée du concept freudien, l'écrivain fait la distinction entre les personnages conformistes qui se plient aux normes de la société et ceux qui sont poussés à la révolte par l'irruption du subconscient refoulé, qui rejettent les normes de comportement de la société et suivent leurs impulsions. Kosztolányi, qui proclame la complexité de la personnalité humaine, s'éloigne progressivement du concept du point de départ parce qu'il trouve que le schéma freudien est trop simpliste. L'histoire nous enseigne que la personnalité humaine se caractérise par une multitude de réactions émotionnelles, une conscience changeante et que l'homme et le monde autour de lui sont d'une complexité insondable. L'écrivain reste sceptique envers toutes idées et pensées qui imposent des principes directeurs inconditionnels et font entrave à la réflexion. Chaque individu a le droit de vivre comme bon lui semble et commettre ses propres erreurs. Il a le droit d'aboutir à des conclusions théoriques les plus absurdes, mais il n'a pas le droit de les mettre en pratique.
Certains épisodes traitent des problématiques linguistiques et de la philosophie linguistique. Le septième chapitre est un témoignage sur la beauté de la langue maternelle. Le neuvième raconte l'histoire du contrôleur bulgare. Kosztolányi est convaincu que la langue en tant que moyen de communication est d'une importance minime. Les relations entre les hommes devraient se construire avant tout sur l'acceptation mutuelle. C'est le sort en commun qui justifie le renoncement aux préjugés et aux jugements. Le treizième (La veuve accablée par le sort) et le seizième chapitre (Elinger le repêche, lui il pousse Elinger dans l'eau) nous enseignent qu'il faut avoir de la patience et de la compréhension envers les autres.
Le chapitre XIV, probablement le plus connu notamment grâce à sa publication sous le titre Le traducteur cleptomane, aborde la question de la traduction en relevant des clichés qui entourent la profession, et notamment le cliché selon lequel le traducteur serait un voleur. Kornél Esti raconte comment Gallus, un écrivain cleptomane s'est vu déchoir à cause de sa mauvaise manie. Ce dernier s'est retourné vers la traduction car il ne pouvait plus écrire sous son nom. Néanmoins, alors qu'il traduisait un roman policer anglais, l'éditeur a refusé son travail. Le narrateur étonné se penche sur la traduction et la trouve sublime. Lorsqu'il la compare à l'original, il comprend la réaction de l'éditeur ; en effet, Gallus avait sabré plusieurs éléments du roman anglais : par exemple, un personnage qui possédait mille cinq cents livres dans l'original n'en possédait plus que cent cinquante dans la traduction. Gallus est donc considéré par le narrateur comme un cleptomane qui dépouille l'oeuvre originale de son intégrité. Kosztolányi à travers cette satire dénonce le regard réducteur porté sur la traduction comme simple transposition d'un texte d'une langue à une autre. Ainsi, le narrateur et l'éditeur, malgré le travail sublime de Gallus, refusent son travail sous prétexte d'une injonction morale : un traducteur doit demeurer le plus fidèle possible à l'oeuvre qu'il traduit. Le crime de Gallus est d'avoir voulu améliorer le roman en le traduisant.
Le récit L'Omelette à Woburn, publié dans L'Œil de mer, parle avec amertume et résignation du sentiment de l'exil et de dépaysement. La mise en parallèle du caractère national hongrois et la conscience européenne exprime le vain espoir d'appartenir à la communauté  culturelle du continent.
Kosztolányi est considéré comme l'un des plus grands maîtres de la prose brève. Ses nouvelles (La Clef, La Baignade) et ses récits (La Cruche chinoise) se distinguent par la psychographie émotionnelle minutieuse qui effleure le subconscient, par l'analyse des relations humaines appuyée d'un panorama sociologique nuancé.

### Anna la douce
Le succès d'Anna la douce (1926) tant auprès du public qu'auprès de la critique dissipe l'animosité qui entoure l'écrivain dans les années 1920. La presse de droite a attaqué Kosztolányi à cause de son engagement (d'ailleurs minime) pendant la révolution rose et la Commune. Les intellectuels de gauche lui ont reproché d'avoir renié le passé lorsqu'il écrivait des articles ironiques dans la colonne Pardon du journal La Nouvelle Génération.
Comme toute œuvre de littérature de grande envergure le roman nous révèle une multitude de significations et diverses possibilités d'interprétation.
Le roman retrace les évènements de deux ans. L'histoire commence le 31 juillet 1919 et se termine à l'automne 1921. C'est dans la nuit du 28 au 29 mai qu'Anna commet le double meurtre. La vie d'Anna et du couple Vizy est marquée par les évènements tragiques de l'histoire de la Hongrie du XXe siècle : le dernier jour de la Commune, l'occupation de Budapest par l'armée roumaine, l'entrée de Miklós Horthy à Budapest, la signature du Traité de Trianon.
Le message de l'écrivain reflète le regard qu'il porte sur l'humanité et le monde autour de lui. Kosztolányi proclame que la diversité du monde est un mystère inexplicable et que chaque individu est unique, singulier et irremplaçable. Il s'oppose à toute théorie qui suggère des explications simplistes. Il refuse toute pensée qui fait recours à une seule et unique raison pour expliquer la diversité du monde et de la vie humaine. Le président du tribunal aboutit à la même conclusion. « Il savait qu'aucun acte criminel ne pouvait être expliqué par l'énumération d'un ou de plusieurs mobiles. L'acte est lié à l'être humain. Toute une vie doit être prise en considération. La justice n'est pas en mesure de l'éclaircir ». Chacun des personnages du roman y compris le narrateur est invité de se prononcer sur le meurtre. Le lecteur lui-même ne peut pas s'en soustraire. L'analyse des motivations nous aide à éclaircir le mystère.
La relation entre les maîtres et les servants (ou servantes) est le symbole de l'injustice sociale. C'est le naturalisme qui a introduit ce sujet dans la littérature. Diverses qualités morales sont associées aux personnes qui exercent l'oppression et à ceux qui le subissent. La servante représente l'innocence et la bonté dans son état d'humiliation. L'arrière-plan social est perceptible dans le roman. La jeune fille originaire des environs du lac Balaton travaille pour un salaire modeste chez les Vizy dans la capitale. Le premier contact, les informations prosaïques du livret domestique (taille, dents, signes particulières) nous rappellent des marchés d'esclaves. Le docteur Moviszter raconte à l'audience qu'elle était considérée comme une machine. Elle n'était pas prise pour un être humain. La façon dont Madame Vizy lui fait visiter l'appartement et lui distribue les tâches quotidiennes, le repas maigre le soir, la paillasse dans la cuisine, l'enfant avorté confirme les dires du médecin. Les contrastes sociaux sont accentués par la disparition du faux égalitarisme de la Commune et par le rétablissement de la hiérarchie sociale ancienne.
Kosztolányi réussit à brosser un tableau plus nuancé des relations entre maîtres et servants. Il fait voire que non seulement Anna est asservie à ses maîtres, mais la dépendance est réciproque. Madame Vizy est hantée par l'idée qu'elle puisse les quitter. Le lien qui les unit est basé sur la contrainte, il n'est pas le résultat du choix libre. L'interdépendance entrave leur liberté personnelle et mutile leurs personnalités. Le trait commun entre Madame Vizy et Anna est accentué par le fait qu'elles ont perdu leurs enfants. Madame Vizy mène une vie dépourvue de sens. C'est Anna qui comble le vide au quotidien. Anna donne satisfaction à tout le monde. Elle est la bonne parfaite. Le comportement froid et hautain des Vizy humilie Anna et déclenche chez elle une réaction défensive. Elle se replie sur elle-même et devient semblable à une machine. Elle refoule ses sentiments et travaille sans défaut jusqu'au jour où elle commet le double meurtre. « Elle travaille comme une machine, pensaient-ils, comme une machine ». (Discussion sur le biscuit, la miséricorde et l'égalité). La nature humaine peut tourner selon les circonstances. Il n'y a personne sans défaut et la nature humaine est très variée. Le docteur Moviszter nous rappelle le danger des comportements extrêmes. « Croyez-moi, avoir une servante parfaite n'est pas aussi bon qu'on le pense. Elle doit être comme les autres: bonne et mauvaise en même temps ». (Matière, esprit, âme) Anna renonce à son droit de changer de place et reste chez les Vizy. Elle considère naturel que le jeune Monsieur Jancsi Patikárius veut la séduire et ne comprend pas son hésitation. Elle a déjà entendu parler de çà, que c'était une chose courante et normale. Le jeune homme est plus embarrassé qu'elle. C'est Anna qui l'embrasse. Elle est consciente de son statut de domestique. Elle avale le cachet abortif sans dire un mot. C'est le flirt entre Jancsi et Madame Moviszter qui provoque le meurtre.
L'assassinat est motivé par les disparités qui existent entre riches et pauvres, mais le contraste social ne répond pas pleinement à « pourquoi ». Le changement du système politique n'affecte pas le caractère humain. Le roman se déroule au moment où l'histoire change son cours. C'est la transition du « rouge » vers le « blanc ». Les rôles sociaux, les habits, les emplois et les manières changent à la rigueur. Le concierge Ficsor redevient serviable. L'épicier Viatorisz salut les clients à nouveau. Les bouleversements politiques de l'époque, le désarroi social, les relations humaines chaotiques affectent le monde matériel aussi. Le roman commence par un chaos inextricable. À l'arrivée inopinée de la domestique Mme Vizy fut gênée par les assiettes grasses à côté du soufflé à riz, par les mouches festoyant dans la sucrière. Elle voulut mettre un peu d'ordre dans la cuisine. Elle enleva la vieille robe de chambre mauve qu'elle avait l'habitude de porter pendant la Commune afin qu'elle soit prise pour une ouvrière et devant sa garde-robe elle enfila la robe de chambre blanche, les bas de couleur champagne, les chaussures brunes .
Anna se sent entouré des objets hostiles, « les meubles lui inspirèrent une immense peur ». Cette aversion la pousse à rendre son tablier, mais elle reste finalement à sa place. En faisant du grand ménage elle semble de maîtriser le chaos. Mais tout cela n'est que temporaire. Le désordre, le spectacle futuriste des restes de nourriture après la réception du soir sont décisifs. Le objets se lèvent contre Anna de nouveau et provoquent sa révolte qui la conduit au double meurtre. Le chaos du ménage des Vizy représente la désaffection et l'insensibilité dans le monde. L'an 1900 (l'année de naissance d'Anna) est porteur de sens emblématiques. Le destin d'Anna symbolise le XXe siècle où manquent l'harmonie et l'humanitarisme, mais existent la violence, la brutalité et la cruauté cachée ou ouverte.
La pauvreté provoque des conséquences sociales et culturelles. Anna est incapable de s'exprimer. Elle se présente chez les Vizy, mais c'est le concierge qui parle. À l'audience c'est le président du tribunal qui traduit en paroles les émotions et le silence d'Anna. « Vous avez ressentis de la colère envers vos maîtres. Le sang vous montait à la tête, vous avez perdu le contrôle de vous-même. Il vous revenait en mémoire que Madame Vizy vous avait réprimandée un jour. Vous vouliez vous venger ». La conception du langage de Kosztolányi est très proche de la thèse philosophique de Wittgenstein et Heidegger. La limite de la conscience réflexive est la limite du langage. La pauvreté linguistique d'Anna et son incapacité de s'exprimer est en contraste tranchant avec le bavardage des autres personnages du roman. Dans le prologue et l'épilogue  Kosztolányi fait voire que les secrets les plus profonds et les plus intimes de la vie humaine sont divulgués. L'essentiel se perde dans la cascade de mots. « Voici ce qu'on raconte à Krisztina » peut-on lire dans le prologue à propos de la fuite de Béla Kun. Dans l'épilogue Druma et ses deux agents électoraux laissent échapper des mots « ambiguës » concernant l'écrivain lui-même. Il est impossible de mener une conversation car les bruits extérieurs étouffent les dialogues. La parole humaine devient cacophonique. « Mais on ne pouvait plus entendre la réponse ». La capacité d'expression insuffisante de la bonne est contrebalancée par une sensibilité extrême. Anna éprouve un sentiment d'étrangeté dans ce milieu. « Lorsqu'elle entra, elle eut si mal au cœur qu'elle allait s'évanouir . Elle ressentit quelque chose de puante, une odeur extrêmement pénétrante et aiguë qui ressembla à l'odeur de pharmacie. Cette odeur la prise au nez et l'écœura de plus en plus». Elle ne pouvait pas manger et « elle eut beau faire, elle n'arrivait pas à s'adapter à cet endroit ». Lorsqu'elle a avalé le cachet de Jancsi Patikárius, elle sentait un goût extrêmement amère: « Et il devint encore plus amère lorsqu'elle s'écroula sur son lit. La poudre âcre et puante lui piqua le palais, brûla la gorge. Il n'y a que la poison qui peut être aussi âcre ». En ouvrant les yeux le matin, elle ne vit rien. « Le monde fut noir autour d'elle. Elle devint aveugle ».
Le personnage d'Anna et la motivation de son acte nous rappellent la thèse freudienne du refoulement et de l'irruption des émotions. Les innombrables petites humiliations accumulées font irruption, apparemment sans raison, la nuit de la réception dans « l'épuisement et l'enivrement ». Mais la conception de Kosztolányi de la complexité de l'âme humaine nous interdit de considérer cette histoire comme une leçon de la psychanalyse. Le narrateur lui-même parle sur un ton ironique de l'avocat de la défense qui cite longuement l'étude du psychologue Pierre Janet pour pouvoir justifier l'acte d'Anna. Puisqu'on parle de la psychologie profonde, l'œuvre de Sándor Ferenczi intitulé La psychanalyse et criminologie est beaucoup plus proche de la conception de Kosztolányi. « Ni l'aveu conscient du meurtre, ni l'examen approfondis des circonstances de l'acte criminel n'éclaire pas suffisamment la raison ce qui a poussé l'individu à commettre l'acte abominable dans la situation ponctuelle. Très souvent les circonstances ne justifient pas du tout l'acte commis. Le coupable s'il est sincère doit avouer qu'il ignore la motivation de son acte. Dans la majorité des cas l'accusé n'est pas sincère envers soi-même et cherche ultérieurement à expliquer son comportement qui est insoutenable et insensé selon les lois psychologiques. C'est-à-dire le coupable tente de rationaliser l'irrationnel.» Ce processus de rationalisation est accompli par les témoins au tribunal. Szilárd Druma est convaincu qu'elle cherchait le couteau toute la nuit. Il souligne la motivation politique du meurtre. Selon le concierge Ficsor elle préparait le coup depuis longtemps. Pour Madame Ficsor elle était une mauvaise fille. Moviszter seul soutient Anna.
Le docteur Moviszter joue un rôle central dans le roman. Ses convictions et sa vision du monde est très proche des idées exprimées dans les poèmes tardifs de Kosztolányi. Il est considéré comme le porte-parole de l'écrivain. Le docteur Moviszter est un personnage singulier. « Il est plus malade que ses patients. Dans sa jeunesse il fut cardiologue et assistant à l'Université de Berlin. Il exerça dans les hôpitaux publics et dans les assurances ouvrières à Budapest. Sa femme le trompa régulièrement. Il s'écarta du monde avec une quiétude stoïque, essaya de garder son indépendance. Au fond de son âme il ressentit de la compassion envers ses semblables humiliés et attristés. Il n'appartint ni à eux ni aux autres parce qu'il ne fut ni bourgeois ni communiste. Il ne fut membre d'aucun parti mais il fit partie de l'humanité qui embrasse le monde entier, toutes âmes vivantes et mortes ».
Comment maîtriser le chaos provoqué par les évènements de l'histoire? Comment remédier aux contradictions et au désarroi des relations humaines? Moviszter proclame l'importance de la miséricorde, l'amour chrétienne et l'humilité. Il rejette des idées grandioses et boursouflées qui sanctifient l'immoralité et la brutalité. Il est conscient que le monde n'est pas parfait. Il est convaincu que l'idéal à savoir l'univers du Christ se cache au fond de l'âme humaine. La pitié, l'amour de son prochain et la miséricorde sont les valeurs principales transmises dans le roman.

## Traductions
Kosztolányi a également été un remarquable traducteur de l'œuvre de Maupassant, Molière, Calderon, Rostand, Byron, Huysmans et Wilde, notamment, ainsi que de haïkus japonais et de poésie chinoise.

## Œuvres

### Romans, nouvelles, récits, poèmes, essais
- Négy fal között (1907)
- Boszorkányos esték (1908)
- A szegény kisgyermek panaszai (1910)
- Lótoszevők. Mesejáték (1910)
- Bolondok. Novellák (1911)
- Őszi koncert (1911)
- Mágia (1912)
- A vonat megáll (1912)
- A szegény kisgyermek panaszai (1913)
- Beteg lelkek. Elbeszélések (1913)
- Mécs (1913)
- Modern költők (1914)
- Lánc, lánc, eszterlánc... (1914)
- Öcsém. 1914-1915 (1915)
- Mák (1916)
- Bűbájosok. Novellák (1916)
- Tinta (1916)
- Káin. Novellák (1918)
- Páva. Elbeszélések (1919)
- Kenyér és bor. Új versek (1920)
- Béla, a buta (1920)
- Vérző Magyarország. Magyar írók Magyarország területéért (1921)
- Modern költők. Külföldi antológia (1921)
- A rossz orvos. Kis regény (1921) Publié en français sous le titre Le Mauvais Médecin, suivi de Baignade et de Le Chant d'un enfant malade, nouvelles traduites par Thierry Loisel, Paris, Éditions Non lieu, 2011  (ISBN 978-2-35270-109-5)
- Nero, a véres költő (1922) Publié en français sous le titre Néron, le poète sanglant, traduit par Élisabeth Kovacs, Paris, Éditions Fernand Sorlot, coll. « Les maîtres étrangers », 1944 Publié en français sous le titre Néron, le poète sanglant, suivi de Nouvelles latines et de Marc-Aurèle, traduits par Thierry Loisel, Paris, Éditions Non lieu, 2012  (ISBN 978-2-35270-145-3)
- A bús férfi panaszai (1924)
- Pacsirta. Regény (1924)Publié en français sous le titre Alouette, traduit par Maurice Regnaut et Ádám Péter, Paris, Viviane Hamy, 1990 ; réédition, Paris, Viviane Hamy, coll. « Bis », 2001  (ISBN 2-87858-138-5)
- Aranysárkány (1925) Publié en français sous le titre Le Cerf-volant d'or, traduit par Eva Vingiano de Piña Martins, Paris, Viviane Hamy, 1993 ; réédition, Paris, Viviane Hamy, coll. « Bis », 2010  (ISBN 978-2-87858-312-0)
- Édes Anna (1926) Publié en français sous le titre Absolve, Domine, traduit par Élisabeth Kovacs, Paris, Nouvelles éditions latines, 1944 Publié en français sous le titre Anna la douce, traduit par Eva Vingiano de Pina Martins, Paris, Éditions Viviane Hamy, 1992 ; réédition, Paris, Viviane Hamy, coll. « Bis », 2001  (ISBN 2-87858-149-0)
- Tintaleves papírgaluskával (1927)
- Meztelenül. Új versek (1927)
- Alakok (1929)
- Zsivajgó természet (1930)
- Szent Imre himnuszok (1930)
- Kínai és japán versek (1931)
- A Pesti Hírlap nyelvőre (1933)
- Bölcsőtől a koporsóig (1934) Publié en français sous le titre Portraits, traduit par Ibolya Virág, Genève, Éditions La Baconnière, coll. « Ibolya Virág », 2013  (ISBN 978-2-94043-114-4)
- Anyanyelvünk. A helyes és tiszta magyarság kézikönyve (1934)
- Esti Kornél (1934) Publié en français sous le titre Le Double, traduit par Péter Komoly, texte revu par Roger Richard, Budapest, Éditions Corvina, coll. « Les auteurs hongrois », 1967 Publié en français sous le titre Kornél Esti, traduit par Sophie Képès, Paris, Ibolya Virág, 1999  (ISBN 2-911581-10-5) ; réédition, Paris, Cambourakis, 2009 ; réédition, Paris, Cambourakis, coll. « Littérature », 2012  (ISBN 978-2-916589-90-9)
- Esti Kornél kalandjai : 1927-1935 (1935) Publié en français sous le titre Les Aventures de Kornél Esti, traduit sous la direction de Jean-Luc Moreau, Paris, Ibolya Virág, coll. « Parallèles » no 3, 1996  (ISBN 2-911581-05-9) ; réédition, Paris, Cambourakis, coll. « Littérature », 2018  (ISBN 978-2-36624-319-2)
- Kosztolányi Dezső összegyűjtött költeményei, 1907-1935 (1935)
- Tengerszem. 77 történet (1936) Publié en français sous le titre L'Œil de mer, volume 1, Dangers et Destins, traduction sous la direction de Jean-Luc Moreau, Paris, Publications orientalistes de France, coll. « D'étranges pays », 1986  (ISBN 2-7169-0255-0) ; volume 2, Dessins à la plume, 1987  (ISBN 2-7169-0259-3)
- Kosztolányi Dezső, az élő költő. Szemelvények műveiből, életrajza, méltatása (1936)
- Idegen költők anthológiája (1937)
- Próza (1937)
- Szeptemberi áhitat. Kiadatlan költemények (1939)
- Velence (1988) Publié en français sous le titre Venise, traduit et préfacé par Cécile A. Holdban, Paris, Cambourakis, 2017  (ISBN 978-2-36624-262-1)
- Tere-fere. Kosztolányi Dezső írásai a Bácsmegyei naplóból (écrit entre 1923 et 1926, publié en 2004)

### Traductions françaises de recueils recomposés
- Le Traducteur cleptomane et autres nouvelles, traduit par Maurice Regnaut et Ádám Péter, Aix-en-Provence, Alinéa, 1985 ; réédition, Paris, Viviane Hamy, 1994 ; réédition, Paris, Viviane Hamy, coll. « Bis », 2000  (ISBN 2-87858-165-2) ; réédition, Paris, Le Livre de poche, coll. « Biblio » no 35726, 2020  (ISBN 978-2-253-26196-4)
- Cinéma muet avec battements de cœur, édition de Ibolya Virág, traduction de Maurice Regnaut, en collaboration avec Péter Ádám, Paris, Éditions Souffles, coll. « Europe centrale », 1988 ; réédition, Paris, Cambourakis, 2013  (ISBN 978-2-36624-028-3)
- Drame au vestiaire, nouvelles traduites par Georges Kassaï et Gilles Bellamy, Ozoir-la-Ferrière, Éditions In Fine, 1993  (ISBN 2-84046-017-3)
- Ivresse de l'aube, poèmes traduits par Anne-Marie de Backer, Jean-Paul Faucher, Georges Kassai et Georges Timar, Paris, L'Harmattan, 2009  (ISBN 978-2-296-09299-0)
- Le Trompettiste tchèque, traduit sous la direction et préfacé par András Kányádi, Paris, Cambourakis, coll. « Irodalom », 2015  (ISBN 978-2-36624-138-9)
- Une famille de menteurs, traduit sous la direction et préfacé par András Kányádi, Paris, Cambourakis, coll. « Irodalom », 2016  (ISBN 978-2-36624-243-0)

### Étude
- Regards sur Kosztolányi, Paris, A.D.E.F.O., coll. « Bibliothèque finno-ougrienne » / Budapest, Akadémiai Kiadó, 1988

### Évocation
- Dans son livre Mémoires de Hongrie, l'écrivain Sándor Márai consacre un chapitre (II, 7) à la figure littéraire de Kosztolányi

## Adaptation théâtrale
- Le traducteur cleptomane, traduction Maurice Regnaut, adaptation Gil Baladou, mise en scène de Gilles Gleizes au Théâtre des Treize Vents (CDN de Montpellier), en tournée en France et à l'Hôtel Lutétia[5],[6]

## Honneur
L'astéroïde (221528) Kosztolányi est nommé en son honneur.